# ピコファルコン
ピコファルコン（Pico-Falcon）は、CCP社から発売された赤外線ラジコンヘリコプター。

## 概要
総全長58.5 mm、重量9 gという指先に乗るほどのサイズで、公式サイトの商品紹介では「2014年12月現在、世界最小のトイヘリコプター」とされている。機体には高性能ジャイロセンサーを搭載し、2枚のローターでカウンタートルクを打ち消す二重反転式ローターを持つ。これらの機能によって、安定した飛行が可能となっている。
飛行可能時間は約4分。操縦には3オートバンド方式を採用しており、3機同時飛行も可能。また、機体前部下にはパワーランプ兼サーチライトが付いており、白色LEDが点灯する。機体カラーはオレンジ、グリーン、ブルーの三種類。
近年のトイヘリコプターの進化を体現した機体と言えるだろう。